# 札幌市立宮の丘中学校
札幌市立宮の丘中学校（さっぽろしりつ みやのおかちゅうがっこう）は北海道札幌市西区にある公立中学校である。通称は「宮中」。

## 沿革
- 1982年（昭和57年） - 11月1日、札幌市立宮の丘中学校設置。12月27日、新校舎竣工。
- 1993年（平成5年）12月15日 - 校舎増築竣工。
- 2015年（平成27年） 3月16日 - 格技場竣工。

## 教育目標
未来をひらく人間性豊かな生徒の育成

## 部活動
部活動は夏季は18時30分、冬季は18時まで。

### 運動部
- 野球部
- サッカー部
- 女子バスケットボール部
- 男子バスケットボール部
- 女子バレー部
- 女子ソフトテニス部
- 駅伝部

### 文化部
- 吹奏楽部
- 美術部

### 局会
局会は不定期に常任委員会・外局会があり、最高16時40分まで。
- 図書局
- 放送局
- 編集局